# Білиця (Творишинське сільське поселення)
Білиця (рос. Белица) — селище в Гордієвському районі Брянської області Російської Федерації.
Населення становить 30 осіб. Входить до складу муніципального утворення Творишинське сільське поселення.

## Історія
Розташоване на території української історичної землі Стародубщина.
Від 2005 року входить до складу муніципального утворення Творишинське сільське поселення.

## Населення
| 2010 | 2013 |
| ---- | ---- |
| 36   | ↘30  |